# Oblężenie Himsu
Oblężenie Himsu – starcia zbrojne w mieście Hims podczas syryjskiej wojny domowej, rozpoczęte w maju 2011 roku, trwające trzy lata.

## Tło
Wojna domowa w Syrii wybuchła 15 marca 2011. Początkowo były wystąpienia wywoływane przez osoby niezadowolone z sytuacji życiowej w kraju i polityki Partii Baas. Siły bezpieczeństwa próbowały tłumić demonstracje i zamieszki, jednak, gdy okazało się to nieskuteczne, do działań przeciwko opozycjonistom przystąpiła armia rządowa. W kwietniu 2011 armia oblegała miasto Dara. Po stłumieniu tamtejszego powstania wojsko skierowało się na Banijas i Hims.

## Przebieg wydarzeń

### 2011
Już 21 kwietnia 2011 niezidentyfikowane osoby zamordowały w Himsie dwóch generałów armii syryjskiej (byli to Abu al-Tallawi i Ijad Charfusz) i ich synów. Obaj wojskowi służyli w jednostce stacjonującej w pobliżu Himsu. Oprócz nich zginęło jeszcze czterech innych żołnierzy armii syryjskiej, w tym jeden w randze pułkownika.
Od początku maja w Himsie i najbliższym sąsiedztwie miasta regularnie odnotowywano napady i rozboje ze strony uzbrojonych buntowników.
6 maja siły bezpieczeństwa otworzyły ogień do rebeliantów, w wyniku czego zginęło 16 osób. 7 maja zbrojna grupa zaatakowała posterunek wojskowy, w wyniku czego zginął 1 oficer i 4 milicjantów, a kilka osób zostało rannych. W związku z buntem 7 maja 2011 po południu do dzielnic Bab Sebaa, Baba Amr i Tal as-Sur wjechały czołgi, odcinając je od reszty miasta. Oblężone dzielnice pozbawiono dostępu do wody, elektryczności i łączności. W nocy żołnierze strzelali do protestujących osób i poszukiwali aktywistów opozycyjnych. 8 maja 2011 zamaskowani sprawcy ostrzelali autobus z robotnikami powracającymi z Libanu. Zginęło 10 osób.
Po wejściu armii do miasta, większość jego terenu było kontrolowane przez wojskowych. 11 maja 2011 o godz. 5:30 czasu lokalnego (4:30 czasu polskiego) rozpoczął się ciężki ostrzał dzielnicy Baba Amr. Na skutek ostrzelania dzielnicy przez czołgi armii syryjskiej zginęło 5 osób. Tymczasem od 13 maja 2011 armia prowadziła operacje pacyfikacyjne w wioskach okalających Hims.
Do kolejnej wielotysięcznej manifestacji doszło po piątkowych modłach 20 maja 2011. W Hims zastrzelono 11 opozycjonistów. 21 maja podczas pogrzebów w Hims, siły bezpieczeństwa otworzyły ogień do żałobników, zabijając kolejnych pięć osób. Rany odniosło 12 demonstrantów. Tydzień później 27 maja 2011 powtórzono antyrządowe wystąpienia. W mieście zginęły trzy osoby. Protesty przybierały na sile. 30 maja 2011 w Hims doszło do regularnego starcia z wojskiem. Zginęło w nim siedmiu powstańców i jeden członek sił bezpieczeństwa.
Do największej od początku oblężenia obławy sił bezpieczeństwa doszło w dniach 17–18 lipca 2011, kiedy to w Hims zabito 30 opozycjonistów. W akcji wzięła udział także milicja rządowa. Armia w dużym stopniu zdławiła bunt w Hims, dlatego wystąpienia latem 2011 utraciły impet. Według opozycjonistów, do listopada zanotowano kilkanaście przypadków ostrzelania „nieuzbrojonych demonstrantów”.
23 lipca 2011 w szkole wojskowej w Himsie miały miejsce dwie eksplozje. Tego samego dnia w mieście Homs w wyniku celowego uszkodzenia torów kolejowych wykoleił się pociąg i zapalił się – maszynista zginął, a wielu pasażerów zostało rannych.

#### Wolna Armia Syriiw Himsie
29 lipca 2011 siedmiu zbuntowanych oficerów armii rządowej powołało Wolną Armię Syrii (WAS). Od tego momentu dezerterujący żołnierze z armii syryjskiej byli zrzeszani wokół formacji opozycyjnej, której dowódcą został płk Rijad al-Asad. Po powołaniu organizacji militarnej opozycjonistów coraz częściej dochodziło do walnych starć z wojskiem. W starciach od 5 do 10 września w Himsie zginęło ośmiu żołnierzy rządowych.
Do starcia armii rządowej z oddziałami WAS doszło w nocy 28 października 2011 w dzielnicy Bab al-Sebaa. Następnego dnia walki rozprzestrzeniły się na dzielnice Baba Amr i al-Kusur. W walkach z dezerterami zginęło 20 żołnierzy sił rządowych i 21 cywilów. 30 października rebelianci zabili kolejnych 20 żołnierzy.
W odpowiedzi siły rządowe 2 listopada zatrzymały 13 mężczyzn, którzy zostali związani, a następnie rozstrzelani na drodze prowadzącej do miasta Hims. W tej samej okolicy, w niewyjaśnionych okolicznościach, zostało wyciągniętych z autobusu i zastrzelonych 10 alawitów. Tego dnia rozpoczął się ostrzał Hims. 3 listopada 2011 w mieście Hims wojsko zastrzeliło 20 osób. Czołgi zaatakowały tereny mieszkalne, snajperzy i żołnierze strzelali do opozycjonistów. Wiele osób zostało zatrzymanych.
4 listopada 2011 władze ogłosiły amnestię dla każdego opozycjonisty, który podda się na komisariacie policyjnym. Czołgi ostrzeliwały niektóre części miasta oraz szpitale. W przeciągu dwóch dni opozycja powiedziała, iż w mieście znalazła 100 ciał domniemanych ofiar zamieszek. 7 listopada wojsko wkroczyło do dzielnicy mieszkaniowej miasta Hims. Armia aresztowała opozycjonistów i poszukiwała dezerterów. Podczas działań armii tego dnia zginęło 17 osób. Natomiast 11 listopada zginęło dwóch rządowych milicjantów.
24 listopada 2011, 11 dezerterów zginęło, a czterech zostało rannych podczas starć na zachodnich obrzeżach Hims. Następnie wojsko prowadziło naloty na zabudowania, zabijając 15 osób. 25 listopada 2011, sześciu wojskowych pilotów oraz trzy inne osoby zostały zabite w Hims w zasadzce. Syryjski rząd zapowiedział „ucięcie rąk bandyckim napastnikom”. WAS przyznała się do ataku na prawników lotnictwa.
W grudniu 2011 Wolna Armia Syrii wzniosła kilka punktów kontrolnych w mieście w kontrolowanych dzielnicach. Według niej miało to na celu „ochronę ludności cywilnej”. W dniu 4 grudnia 2011 toczono ciężkie walki w którym zginęło co najmniej pięciu rebeliantów, a jeden został ranny. Dzień później zginęło 61 osób. 8 grudnia rebelianci wysadzili w powietrze ropociąg w pobliżu miasta Hims. Był to ważny punkt infrastruktury transportujący ropę ze wschodu kraju do Hims. Dzień później w całym kraju zginęło 40 osób podczas zamieszek w miastach Hims, Aleppo, Idlib i w Damaszku.
14 grudnia w walkach ulicznych w Hims zginęło ośmiu żołnierzy oraz pięciu cywilów. 16 grudnia na ulice miasta Hims wyszło ponad 200 tys. ludzi. Doszło tam do konfrontacji ze służbami bezpieczeństwa. Zginęło co najmniej 19 osób. 18 grudnia 2011, zacięte walki między regularnymi jednostkami wojska i dezerterami w dzielnicy al-Kasjr w Homs, sześciu żołnierzy zginęło w starciach. Rebelianci zniszczyli trzy pojazdy opancerzone.
W połowie grudnia 2011 dzielnica Baba Amr była w pełni kontrolowana przez powstańców. Z kolei w pozostałych sektorach miasta zostały rozlokowane 200 punktów, z których snajperzy i milicjanci prorządowi atakowali opozycjonistów. Dezerterzy nie dysponowali wystarczającymi siłami, by móc nawiązać walkę z syryjskim garnizonem.
24 grudnia 2011 armia rozpoczęła ciężki ostrzał miasta Hims. W ciągu trzech dni zginęły 34 osoby, w tym 15 cywilów 26 grudnia, kiedy to pociskami artyleryjskimi została zaatakowana dzielnica Baba Amr. 27 grudnia 2011 po południu obserwatorzy Ligi Państw Arabskich zakończyli ocenę sytuacji w mieście Hims, gdzie demonstrowało 70 tys. ludzi, a armia prowadziła operację w sunnickiej dzielnicy Baba Amr. Manifestujący domagali się od obserwatorów, by ci weszli do dzielnicy, gdzie według nich dokonywała się masakra. Obserwatorzy przyznali, że władze w Damaszku współpracują z nimi. Ocenili szkody wyrządzone walkami w dzielnicy Bab Sebaa. Spotkali się z rodzinami zabitych oraz osobą uprowadzoną.
29 grudnia 2011 w Hims doszło do ostrzelania samych obserwatorów.

### 2012
11 stycznia 2012 rebelianci ostrzelali grupę dziennikarzy. Zginęło osiem osób, w tym francuski dziennikarz stacji France2 Gilles Jacquier, który przybył do Syrii na zaproszenie tamtejszego rządu. Ostrzał ze strony rebeliantów nastąpił, gdy reporter miał właśnie przeprowadzić wywiady z demonstrantami, którzy zgromadzili się w alawickiej dzielnicy Akram na mityngu poparcia dla prezydenta Assada. To pierwszy przypadek śmierci zagranicznego dziennikarza podczas wojny w Syrii.
22 stycznia rebelianci zaatakowali autobus, zabijając 11 pasażerów.
26 stycznia 2012 armia dokonała ataku w Hims, które zostało ostrzelane z moździerzy. Po tym doszło do gwałtownych starć z antyrządową bojówką. Zginęło 35 osób, w tym wiele dzieci.

#### Szturm na Baba Amr
3 lutego 2012 rozpoczął się szturm lojalistów na dzielnicę Baba Amr, główny bastion rebeliantów w Himsie. Szturm nastąpił po tym, jak rebelianci ostrzelali posterunki lojalistów w Himsie, zabijając dziesięciu żołnierzy. W odpowiedzi siły rządowe przeprowadziły szturm na dzielnicę. Podczas szturmu na pozycje opozycjonistów, armia wykorzystała także czołgi, artylerię oraz granatniki przeciwpancerne. Świadkowie i dziennikarze donosili, że na ulicach miasta leżały ludzkie zwłoki oraz wielu rannych, którzy potrzebowali natychmiastowej pomocy medycznej. Szpitale w Himsie były przepełnione. Brakowało tam krwi dla rannych, lekarstw i personelu medycznego. Według opozycjonistów, tego dnia zginęło 230 osób a 700 odniosło obrażenia.
4 lutego Rosja oraz Chiny zablokowały projekt rezolucji na posiedzeniu Rady Bezpieczeństwa ONZ. Było to drugie weto tych państw na forum RB ONZ ws. rezolucji potępiającej działania władz Damaszku. Projekt rezolucji zakładał wezwanie syryjskiego prezydenta do ustąpienia oraz potępienie reżimu.
6 lutego wojsko ponownie ostrzelało Hims. W wyniku ataku snajperów zginęło 98 osób, z czego zdecydowaną większość stanowili cywile. Ponadto na miasto spadło ponad 300 rakiet. Nad miastem w czasie walk unosiły się potężne kłęby dymu. Atak 90. Brygady Piechoty skoncentrował się w dzielnicy Bab Amr, gdzie nie było prądu i łączności.
W nocy z 7 na 8 lutego armia kontynuowała ostrzał Hims. W mieście na moment przywrócono dostawy elektryczności i łączność. Dzięki temu udało się sporządzić bilans, z którego wynikło, iż w nalotach lotniczych w ciągu ośmiu godzin zabito 47 osób. Armia oprócz opozycjonistów atakowała z moździerzy i artylerii także nieuzbrojone domy cywilów. W ciągu dnia prąd został ponownie odcięty. W wyniku tego w szpitalu zmarło 18 wcześniaków, pozostających w inkubatorach. Po południu do miasta przybyła 40. Brygada Zmechanizowana, z czołgami T-72. Podczas walk doszło do pożaru rafinerii. Władze oskarżały o przeprowadzeniu ataku moździerzowego na rafinerię przez uzbrojone grupy terrorystyczne. Ponadto państwowa telewizja informowała, że za niestabilną sytuacją w Hims nie stoi ofensywa sił rządowych. Za ataki na cywilów obarczono terrorystów. Źródła wywiadowcze izraelskiego portalu Debeka doniosły, iż w Hims obecni byli brytyjscy oraz katarscy komandosi. Nie brali oni bezpośredniego udziału w walkach, tylko pełnili tam funkcje instruktorów taktycznych. Zarządzali oni liniami łączności rebeliantów i pośredniczyli w przekazywaniu próśb opozycji o broń, amunicję i wsparcie logistyczne.
10 lutego rebelianci wysadzili kilka zaminowanych domów w dzielnicy Baba Amr, a kolejne 15 ładunków wybuchowych zostało rozbrojonych przez saperów sił rządowych.
Tymczasem do otoczonego Hims wjechały czołgi od zachodniej dzielnicy Inszaat, kierując się do Baba Amr. Od rana trwał ostrzał rakietowy dzielnic mieszkalnych. W walkach zginęło pięciu rebeliantów. 11 lutego w intensywnym ostrzale dzielnicy Baba Amr zginęło 12 cywilów. 12 lutego w Hims operowały czołgi T-72, odpalano rakiety, które spadały na dzielnicę Baba Amr. W oblężonym mieście zginęło 14 cywilów.
17 lutego rebelianci wysadzili gazociąg, zaś 18 lutego strzelali do składów paliw w rafinerii. Kilka pocisków trafiło w zbiorniki z benzyną powodując pożar.
21 lutego wznowiono ciężki ostrzał Baba Amr. W wyniku ostrzału artyleryjskiego z dział kalibru 130 mm zginęło co najmniej 40 osób, a około 340 zostało rannych. Do południa na miasto spadło co najmniej 250 pocisków i rakiet. W Baba Amr broniła się Wolna Armia Syrii. Z dzielnicy uciekło 60% ze 100 tysięcy jej mieszkańców. Ponadto rząd skierował 50 transporterów opancerzonych, które z Damaszku pojechały do Hims. Międzynarodowy Komitet Czerwonego Krzyża zaapelował do syryjskiego rządu jak i jego przeciwników o codzienną co najmniej dwugodzinną przerwę w walkach, aby organizacje humanitarne mogły pomóc cywilom.
22 lutego podczas potężnego ostrzału dzielnicy Baba Amr zginęło dwóch dziennikarzy wojennych – Amerykanka Marie Colvin, pracująca dla brytyjskiego Sunday Timesa oraz francuski fotoreporter Rémi Ochlik, laureat nagrody World Press Photo. W budynek w którym przebywali dziennikarze uderzyło 10 pocisków moździerzowych. Ponadto dwoje innych zagranicznych dziennikarzy zostało rannych. Tym samym liczba zabitych dziennikarzy w Syrii wzrosła do trzech, gdyż w styczniu 2012 w Hims zginął francuski reporter. Z powietrza dzielnice były bombardowane przez helikoptery. Łącznie tego dnia w Hims poległo ponad 60 rebeliantów i cywilów.
23 lutego czołgi odcięły drogi ucieczki rebeliantom z bombardowanej dzielnicy Baba Amr. Ponadto ciężki sprzęt wjechał do dzielnicy Jobar. W walkach zginęły cztery osoby. 24 lutego Baba Amr było ostrzeliwane z haubic kalibru 122 mm rozmieszczonych w okolicznych wioskach. Śmierć poniosło 36 osób. 25 lutego w bombardowanych dzielnicach zginęły 24 osoby. Przedstawiciele Międzynarodowego Komitetu Czerwonego Krzyża, dyplomaci i syryjscy opozycjoniści prowadzili z syryjskimi władzami negocjacje w celu umożliwienia ewakuacji rannych i zabitych z Hims. Wśród rannych byli zagraniczni dziennikarze William Daniels, Paul Conroy i Edith Bouvier, którzy ucierpieli podczas ataku z 22 lutego.
25 lutego syryjskie media podały, że około dziesięciu żołnierzy francuskich (w tym oficerowie) zostało schwytanych przez armię syryjską w dzielnicy Baba Amr. Franuzi domagali się uznania ich za jeńców wojennych, jednak odmówili wyjaśnienia charakteru ich misji w Syrii. Następnie media angielskie i rosyjskie mówiły o trzynastu zatrzymanych francuskich żołnierzach.

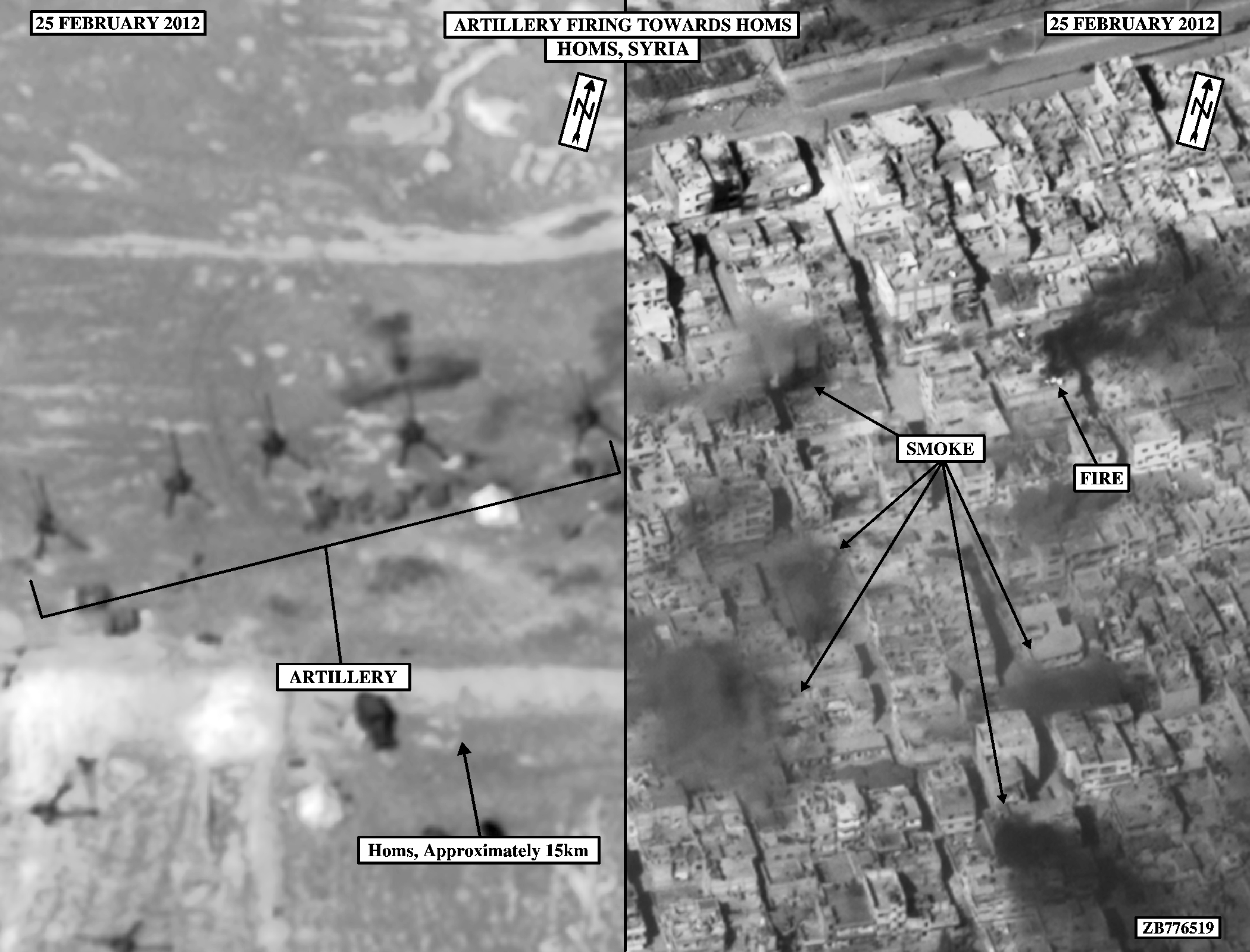
Zdjęcia satelitarne po atakach artyleryjskich z 25 lutego 2012

26 lutego w czasie trwania ogólnokrajowego referendum konstytucyjnego trwał ostrzał moździerzowy dzielnic Hamidija i Bustan al-Diwan, w wyniku czego życie straciło dziewięciu cywilów. Równocześnie trwały walki rebeliantów z lojalistami w dzielnicy Hamidija – poległo tam czterech żołnierzy.
27 lutego przy jednym z wojskowych punktów kontrolnych 64 osoby zostały zastrzelone, gdy próbowały wydostać się z ostrzeliwanej dzielnicy Hims. Wśród ofiar były kobiety, dzieci i dezerterzy z armii. W nocy z 27 na 28 lutego ranni dziennikarze William Daniels i Edith Bouvier zostali wywiezieni przez działaczy opozycji z ugrupowania Avaaz i bojowników Wolnej Armii Syryjskiej z oblężonego Baba Amr do Libanu. Z kolei podczas ewakuacji Paula Conroya zginęło troje ochotników.
28 lutego do Hims wysłano 4. Dywizję Pancerną pod dowództwem Mahira Assada, brata prezydenta. Czołgi zostały rozmieszczone na ulicach dzielnic okalających Baba Amr. Wówczas dzielnice zajmowane przez opozycję znalazły się pod najcięższym ostrzałem od czasu rozpoczęcia walk w Hims. W nocy z 28 na 29 lutego rozpoczął się szturm sił pancernych na Baba Amr. W czasie walk zginęło 16 osób. Armia przejęła wskutek niego kontrolę nad dzielnicą, będącą pod nieustannym ostrzałem od ponad trzech tygodni. Następnie w ciągu dnia gwałtowne walki przeniosły się do dzielnicy Iszaat.
1 marca po przegranym starciu rebelianci wycofali się z dzielnicy Baba Amr. Taktyczny odwrót powstańców był osłaniany przez niewielką liczbę bojowników. Podczas ewakuacji zginęło 17 rebeliantów, a łącznie 22 osoby. Dzielnicę w której przebywało 4000 cywilów, zajęły wojska rządowe. Armia zgodziła się na wejście na zajęte tereny organizacją pomocowym.
2 marca opozycjoniści donosili, jakoby siły rządowe przeszukiwały domy cywilne, podpalając je. Pod budynkiem rządowym w Hims rozstrzelano 10 mężczyzn. Łącznie zabito 17 osób, podejrzanych o bycie opozycjonistami. Tymczasem sytuacja w Hims była bardzo ciężka. Brakowało podstawowych produktów, jedzenia, wody, paliwa i prądu. Wiele budynków było całkowicie zniszczonych, ponadto spadł śnieg, co w Syrii jest rzadkim zjawiskiem. Oprócz tego wydano ciała zabitych dziennikarzy, których przetransportowano do Damaszku ambulansem syryjskiego oddziału Arabskiego Czerwonego Półksiężyca.
3 marca, kiedy pod bramami Hims stał konwój humanitarny, wznowiono sporadyczny ostrzał Baba Amr. W dzielnicy prowadzono aresztowania. Zatrzymano 600 syryjskich bojowników i 118 zagranicznych islamistów. Aresztowani byli przetrzymywani w jednym budynku, niektórzy byli torturowani.
Miesięczna operacja w Baba Amr kosztowała życie, według różnych raportów organizacji praw człowieka i aktywistów opozycji, ok. 700–1000 osób.

#### Po upadku Bab Amr

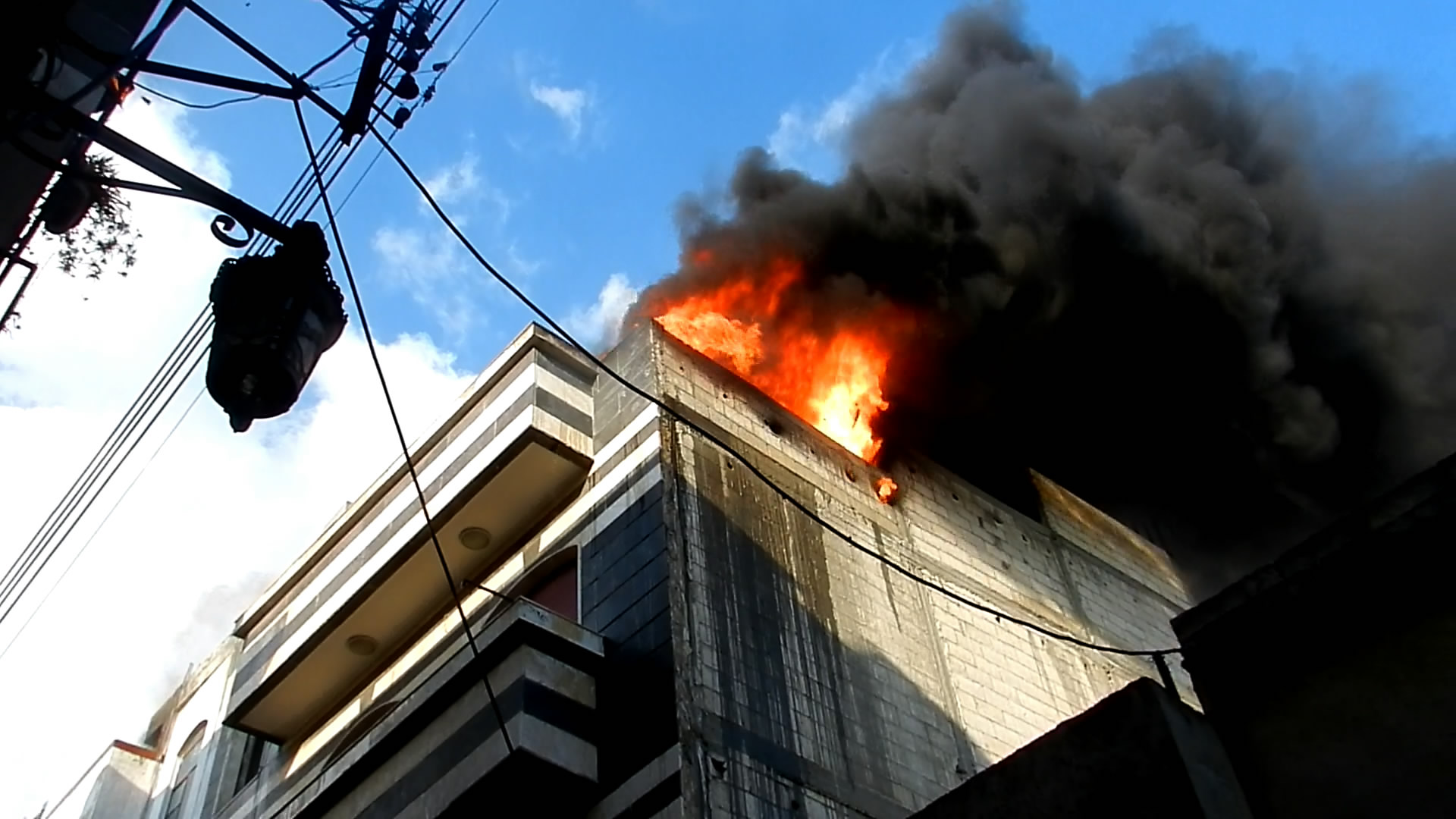
Pożar budynku w Himsie

12 marca w dzielnicach Karm al-Zajtun i Al-Adawija, znaleziono ciała co najmniej 47 osób, w tym 26 dzieci i 21 kobiet. Sprawcy zasztyletowali ofiary i podcięli im gardła. Opozycja oskarżyła o sprawstwo zbrodni zwolenników rządu.
24 marca siły rządowe ostrzelały z pocisków moździerzowych dzielnicę Himsu – Chaldiję, która była kontrolowana przez rebeliantów. Zginęły tam 24 osoby.
27 marca miała miejsce wizyta prezydenta Assada w odzyskanym Baba Amr. W ocenie zagranicznych komentatorów, Assad tą wizytą chciał pokazać, iż stłumił bunt i kontroluje sytuację w kraju. Podczas jego wizyty padły strzały w kierunku jego konwoju. W czasie pobytu prezydenta w Hims, trwał ostrzał pozostałych dzielnic kontrolowanych przez rebeliantów.
Na przełomie marca i kwietnia 2012 siły rządowe przeprowadziły liczne akcje militarne i odwetowe w związku z narzuconym na 10 kwietnia 2012 zawieszeniem broni przez RB ONZ, na co rząd w Damaszku przystał. Wojsko chciało przed tym terminem opanować jak najwięcej obszaru miasta. W tym czasie syryjskie wojsko kontrolowało 70% powierzchni Hims.

#### Zawieszenie broni
10 kwietnia 2012 był pierwszym terminem zawieszenia broni w Syrii. Jednakże wbrew zapewnieniom rządu w Damaszku nadal trwała kampania militarna przeciwko opozycjonistom. Tego dnia najwięcej osób zginęło w Hims – 56 rebeliantów. Dzień później w operacjach w kontrolowanych przez rebeliantów dzielnic Hims zginęło kolejnych 57 osób.
Sytuacja ponadto ugruntowała się, kiedy rząd ogłosił, iż przyjął drugi termin rozejmu 12 maja 2012. Tego dnia trwał krótkotrwały ostrzał snajperów dzielnicach Dajr Baalba i Kusar - 6 zabitych. W dniach 13–14 kwietnia w ostrzałach dzielnic Dżuret al-Szija i Al-Karadis w wyniku czego zginęło 13 osób. 15 kwietnia 2012 odnotowano kolejne poważne naruszenia zawieszenia broni. Ciężki ostrzał prowadzony był w Hims. Pociski spadały tam z częstotliwością sześciu na minutę. Zginęło sześć osób.
17 kwietnia 2012 pod ostrzałem rakietowym były dzielnice Hims, Chaldija i Al-Bajada - 22 zabitych. Dzień później mimo rozejmu nadal trwał ostrzał z czołgów i artylerii następujących dzielnic Hims: Żurat al-Szajah, al-Karabis, Chaldija i Bajada. 20 kwietnia na dzielnicę Chaldija spadało pięć pocisków moździerzowych na minutę.
21 kwietnia 2012, kiedy obserwatorzy ONZ przyjechali do Hims, ostrzał ustał. Czołgi były wycofywane z ulic i umieszczane w bazie policyjnej. Według opozycjonistów działania te były pokazowe, a rząd nie przestrzegał warunków zawieszenia. 22 kwietnia 2012 ponownie był prowadzony sporadyczny ogień w dzielnicach opanowanych przez rebeliantów. 24 kwietnia 2012 zginęło 38 osób, z czego najwięcej w Hims, gdzie armia zaatakowała pozycje rebeliantów.
W maju 2012 sytuacja była względnie spokojna. Rebelianci kontrolowali wówczas tylko 15–20% obszaru Himsu.
25 maja 2012 miała miejsce masakra w miejscowości Hula na północ od Himsu. Zginęło wówczas 108 osób, w tym 49 dzieci i 34 kobiety. Rząd i rebelianci wzajemnie oskarżyli się o sprawstwo masakry. Komisja ONZ pod przewodnictwem Brazylijczyka Paulo Pineiro nie potrafiła wskazać sprawców zbrodni. Niemiecka gazeta Frankfurter Allgemeine Zeitung wskazała na rebeliantów, jako że wśród zabitych byli alawici.

#### Wznowienie walk
Po zdarzeniach z Huli, w czerwcu 2012 Hims, było ponownie ostrzeliwane przez siły rządowe, co powodowało codziennie kolejne ofiary. Wzmożone bombardowania odnotowano 13 czerwca 2012 w dzielnicy Chaldija. W połowie czerwca 2012 sytuacja mieszkańców miasta przedstawiała się niezwykle dramatycznie. Ponad 1000 rodzin, według deklaracji Syryjskiego Obserwatorium Praw Człowieka w Londynie, nie miało co jeść i było pozbawionych opieki lekarskiej.
W związku z tym Międzynarodowy Komitet Czerwonego Krzyża i Arabski Czerwony Półksiężyc organizowały akcję ewakuacji cywilów z oblężonego miasta. Organizacje wynegocjowały 20 czerwca 2012, po dziesięciu dniach nieustannych walk miejskich, przerwę w działaniach zbrojnych, do której zobowiązały się obie strony. Priorytetem była ewakuacja chorych i rannych w bezpieczniejsze miejsca, w których mogli zostać poddani leczeniu. Jednak akcja ewakuacji cywilów z miasta została przerwana już dzień później ze względów bezpieczeństwa. Wówczas pracownicy MKCK opuścili miasto.
W mieście uwięzionych zostało setki cywilów potrzebujących natychmiastowej pomocy. MKCK i Arabski Czerwony Półksiężyc od 25 czerwca 2012 ponownie próbowali wynegocjować rozejm między siłami rządowymi a rebeliantami w celu niezakłóconej ewakuacji cywilów i rannych uwięzionych w mieście. Trzy dni później MKCK ponownie poinformował o fiasku swojej misji w Hims. Jednak walki w Chaldiji trwały do połowy lipca 2012, później w Hims było relatywnie spokojnie, dochodziło do sporadycznych starć między stronami.
3 września 2012 Wolna Armia Syrii ogłosiła powołanie Rewolucyjnej Rady Hims. Dwa dni później wybuchły walki w Bab Hood, gdzie poległo 40 rebeliantów. Ponowny ostrzał dzielnicy Chaldija armia wznowiła 5 października 2012. Po raz pierwszy użyte zostało tam lotnictwo bojowe. 6 października 2012 armia podjęła szturm z wykorzystaniem artylerii i czołgów na dzielnice Chaldija, Kusar, Dżuret al-Szija oraz Stare Miasto. 8 października 2012 pułkownik Kassim Saadeddine doniósł, iż lotnictwo, artyleria oraz 72 czołgi armii rządowej atakowało nadal Chaldiję i Dżuret al-Sziję. Poprowadzono również szturm na Al-Kusajr. W momencie rozpoczęcia październikowej ofensywy, armia kontrolowała 75% miasta Hims. Walki trwały bez przerwy dzień i noc. 9 października 2012 zaatakowano dzielnicę Hamidija oraz Stare Miasto. Rebelianci rozpoczęli odwrót z Chaldiji, kiedy przedostały się tam wojska lojalistów.
Ciężkie bombardowania artyleryjskie oraz z powietrza spowodowały zniszczenia w dzielnicach mieszkalnych. 10 października 2012 przeprowadzono intensywny ostrzał dzielnic Chaldija oraz Hamidija. Naloty w tych dzielnicach oraz na Starym Mieście trwały także w dniach następnych. Szczególne nasilenie wystąpiło 12 października 2012. 13 października 2012 według strony rządowej, zabito 25 rebeliantów w dzielnicy Bab al-Hood. 14 października 2012 ostrzeliwani bojownicy zaczęli podążać ku dzielnicy Baba Amr. W trakcie przedzierania się do zachodniej dzielnicy doszło do potyczki w Sultaniji. Ponadto intensywne walki naziemne trwały w Bab al-Hood i Bab al-Turkman. Pod wpływem ciężkich bombardowań w drugiej połowie października 2012, 1500–2000 rebeliantów opuściło Stare Miasto, które zostało w znacznym stopniu zdewastowane przez eksplozje zrzucanych bomb.
2 grudnia 2012 w Himsie doszło do podwójnej eksplozji samochodu-pułapki w dzielnicy Al-Malaab w wyniku czego zginęło siedem osób. W połowie grudnia 2012 wojsko kontrolowało niemal cały Hims z wyjątkiem Starego Miasta, Chaldiji i Al-Bajady. Sporadycznie dochodziło tam do wymiany ognia między snajperami, walk partyzanckich i nalotów. Jednak w pozostałej części miasta życie toczyło się w miarę normalnie, większość sklepów i zakładów pracy było otwartych. Cywile donosili, iż było tam wówczas znacznie bezpieczniej niż w Damaszku.
23 grudnia 2012 Rada Rewolucyjna Hims podała, jakoby rządowe samoloty w dzielnicy Chaldija i Al-Bajada zrzuciły bomby z gazem bojowym. W miejscu upadku ładunków miała się szybko utworzyć chmura trującego gazu, według powstańców sarinu. Zginęło siedem osób, a kilkanaście ucierpiało. Po zetknięciu się z gazem ludzie mieli cierpieć na nudności, silne duszności i majaczyć. Kilka osób zostało sparaliżowanych. Informacje o pierwszym użyciu broni chemicznej w trakcie wojny domowej, nie zostały jednak potwierdzone przez niezależne źródła. Izrael, który bacznie monitorował sytuacje w Syrii, stwierdził, iż nie dostrzeżono żadnego potwierdzenia słów opozycjonistów, by faktycznie użyto przeciw nim broni chemicznej. Obrażenia i przyczyny śmierci osób w Hims mogły być inne niż użycie sarinu. Z kolei Amerykanie twierdzili, że był to 3-chinuklidynobenzylan, który powoduje zawroty głowy, halucynacje i utratę przytomności.
24 grudnia 2012 na przedmieściach Hims – w Talbisie lotnictwo rządowe zbombardowało cywilów oczekujących w kolejce na chleb. W wyniku zrzutu bomb zginęło 15 osób. Incydent nastąpił dzień po zdarzeniu w Halfai pod Hamą, gdzie w podobny sposób zginęło 96 cywilów oczekujących przed piekarnią.
26 grudnia 2012 wojsko rządowe rozpoczęło ofensywę w oblężonych dzielnicach kontrolowanych przez rebeliantów. Prowadzono tam gwałtowny ostrzał. W oblężeniu udział brał libański Hezbollah. 27 grudnia 2012 w nalocie na piekarnię w Ghanto zginęło dziesięć cywilów. Ponadto rebelianci zestrzelili jeden samolot. 29 grudnia 2012 armia rozpoczęła okupację dzielnicy Dajr Balbeeh, podczas której dokonano egzekucji 21 opozycjonistów. 30 grudnia 2012 wojsko ostrzelało miasto za pomocą dziewięciu rakiet irańskiej produkcji.

### 2013
4 stycznia 2013 w Hims doszło do demonstracji przeciwko oblężeniu trwającego wówczas już 212 dni. Oblężenie spowodowało poważny kryzys humanitarny, braki w żywności, dostawach paliw i medykamentów.
15 stycznia 2013 w wiosce Howajsa w pobliżu Himsu znaleziono 150 ciał ofiar masowych egzekucji. Wśród pomordowanych były kobiety i dzieci. Wiele zwłok zostało spalonych. Prócz tego zgwałcono 44 kobiety, a 100 osób zostało uprowadzonych. Opozycjoniści oskarżyli wojsko o sprawstwo masakry.
14 lutego 2013 wojska rządowe po ciężkich walkach przejęli kontrole nad dzielnicą Dżobar. 16 lutego 2013 doszło do ciężkich walk między rebeliantami a libańskim Hezbollahem w Kusajr pod Hims. Rebelianci używali pocisków rakietowych i moździerzowych, przez co zginęła kobieta z dzieckiem. W walkach zginęło 24 bojowników Hezbollahu i siedmiu rebeliantów Wolnej Armii Syrii.
3 marca 2013 siły rządowe przystąpiły do oblężenia Starego Miasta. Ponadto bojownicy Hezbollahu zostali o udział w ofensywie, która była odpierana przez stacjonujące w mieście jednostki Wolnej Armii Syrii. 5 marca 2013 siły rządowe wspierane przez Hezbollah zintensyfikowały ataki na pozycje rebeliantów w Hims oraz na przedmieściach, przyczyniając się do śmierci co najmniej sześciu osób w miejscowości Dajr Ful. Ich rakiety kierowane na meczet Chalid ibn al-Walida w Chaldiji, spowodowały częściowe uszkodzenie obiektu, przez co zginęło pięć osób.
6 marca 2013 siły rządowe ostrzelały w mieście 26 różnych obszarów, w wyniku czego zginęło 27 osób. Większość z tych osób straciła życie w dzielnicach Chaldija i Talbisa. Z drugiej strony, rebelianci zabili co najmniej 15 żołnierzy i zbombardowali dwa punkty kontrolne w północnym przedmieściu Kabeera Salaam. W piątym dniu ofensywy na pole bitwy wysłano 10-tysięczną Armię Obrony Narodowej składającej się głównie z alawickich kobiet. Rebelianci nadal stawiali zaciekły opór w dzielnicy Chaldija. 8 marca 2013 islamiści Dżabhat an-Nusra oficjalnie dołączyli do bitwy z Armią Obrony Narodowej i Hezbollahem, choć już dwa dni wcześniej przeprowadzili zamach na wojskowy pojazd armii syryjskiej. Tymczasem najcięższe walki toczono na Starym Mieście oraz w Talbisie.
10 marca 2013 pod osłoną nocy rebelianci podjęli atak na Baba Amr. Opozycjoniści atakowali zaciekle pozycje wojsk rządowych w dzielnicy, do której po szturmie, odcięto drogi do niej i rozpoczęto uderzenia z powietrza na nacierających bojowników. Celem ataku bojowników na Baba Amr było przeniesienie ciężaru walk na zachód miasta, by zmniejszyć napór lojalistów na oblegane dzielnice w pozostałych sektorach Hims. Ofensywa zakończyła się odbiciem Baba Amr jeszcze tego samego dnia. Partyzanci przejęli także kontrolę nad częścią dzielnicy Inszaat. Po sukcesie rebeliantów, Baba Amr stała się areną ataków rakietowych i zrzutów bomb kasetowych. Walki trwały jednocześnie na Starym Mieście i w Chaldiji, gdzie armia prowadziła ofensywę.
14 marca 2013 bojownicy Hezbollahu z pozycji pod Hims ostrzelali miejscowości Al-Kusajr i Zajta, w których zginęło 11 członków Wolnej Armii Syrii. Z kolei lotnictwo syryjskie zbombardowało Ar-Rastan i Stare Miasto w Hims.
25 marca 2013 wojsko wkroczyło do utraconej dwa tygodnie wcześniej dzielnicy Baba Amr. Po walkach z rebeliantami dzielnicę odbito 26 marca 2013.

#### Wojskowa ofensywa letnia
29 czerwca 2013 siły rządowe korzystając z czołgów, samolotów i moździerzy zaatakowali rebeliantów z każdej ze stron. O godz. 9. rano rozpoczęło się bombardowanie z powietrza, a trzy godziny później ruszyła ofensywa lądowa. Wojskowi odnieśli szybkie postępy w dzielnicy Chaldija, atakowali również Hamadiję i Stare Miasto, gdzie stracili czołg. Drugiego dnia walki skoncentrowały się głównie w Bab Hud koło Starego Miasta i w samym centrum Hims oraz Chaladiji. Po dwóch dniach walk armia straciła 32 żołnierzy.
Ofensywa w Hims ruszyła po tym, jak armia od kwietnia do początku czerwca 2013 walczyła o strategiczne miasto Al-Kusajr w guberni Hims. Było to strategiczne miasto, gdyż przecinało drogę z Damaszku na alawickie tereny położone nad Morzem Śródziemnym. Po zajęciu Al-Kusajr i terenów wiejskich, armia przygotowywała ofensywę w Hims.
1 lipca 2013 Rada Współpracy Zatoki Perskiej (GCC) zaapelowała o nadzwyczajne posiedzenie Rady Bezpieczeństwa ONZ w celu „zapobieżenia masakrze” w Hims. W terenie objętym walkami przebywało jeszcze 2500 cywilów.
Według komunikatu opozycjonistów, 3 lipca 2013 trwały zacięte walki „o każdy budynek”. Dodali, że żołnierze „oczyszczali” tereny z rebeliantów, odpalając ładunki wybuchowe i moździerzowe w zajmowanych przez WAS obiektach mieszkalnych. Wieczorem 5 lipca 2013 siły rządowe rozbiły pierwszą linię obrony rebeliantów w Chaldiji, zajmując kilka bloków. 8 lipca 2013 ruszyło drugie natarcie w Chaldiji. W tym momencie 60–70% zabudowy dzielnicy byłą zdewastowana, a 30% jej powierzchni było kontrolowane przez wojsko, w tym okolice meczetu im. Chalida ibn al-Walida.
Do 10 lipca 2013 wojsko wyparło większość brygad rebelianckich z dzielnicy Bab Hud. Ponadto trwał nieustanny ostrzał lotniczy dzielnic Chaldija, Wadi as-Sajeh, Hamidija, Bab Hud i Baba al-Turkman. Wieczorem 15 lipca 2013 alawicka bojówka zastrzeliła sześciu negocjatorów z Krajowego Komitetu Pojednania, powołanego przez rząd w celu wspierania rozmów zwaśnionych grup. 22 lipca 2013 opozycjoniści oskarżyli lojalistów o zdewastowanie meczetu Chalida ibn al-Walida. Tymczasem według sił rządowych rebelianci wystrzeliwali rakiety Grad, które lądowały w alawickich dzielnicach, gdzie zabijały tamtejszych cywilów.
27 lipca 2013 żołnierze i bojownicy Hezbollahu przedostali się do meczetu Chalida ibn al-Walida, z kolei dwa dni później armia kontrolowała całą dzielnicę Chaldija.
1 sierpnia 2013 po ataku rakietowym rozpoczętym przez rebeliantów doszło w alawickiej dzielnicy Wadi ad-Dhahab do potężnego wybuchu składu broni, w wyniku którego zginęło 40 cywilów i żołnierzy, a 120 odniosło rany.

#### Oblężenie Starego Miasta
21 września 2013 w gazecie „The Australian” pojawił się reportaż dt. sytuacji w Hims pod oblężeniem. Według dziennikarzy wojennych będących na miejscu, w dzielnicach rebeliantów uwięzionych było 3000 osób, z czego tysiąc było rannych. Większość budynków na Starym Mieście było zrównanych z ziemią. Ludzie nie mieli dostępu do bieżącej pitnej wody, spożywali wodę ze studzienek, co doprowadzało do rozmaitych chorób. Mieszkańcy jedli liście i zgniły ryż. W niektórych dzielnicach miasta nie było prądu od 500 dni. Sytuację porównano nawet do oblężenia Stalingradu.
12 października 2013, Wolna Armia Syrii przystała na propozycję zawieszenia broni i otwarcia korytarzy dla przetransportowania pomocy humanitarnej na czas święta Id al-Adha, jednak odrzuciła propozycję 9-miesięcznego zawieszenia broni w mieście na czas pracy inspektorów Organizacji ds. Zakazu Broni Chemicznej.
W drugiej połowie listopada 2013 armia prowadziła ostrzał ostatnich punktów oporu w mieście oraz Starego Miasta, kontrolowanego przez rebeliantów. Wieczorem 8 stycznia 2014 grupa bojowa Wolnej Armii Syrii podjęła próbę przełamania oblężenia Starego Miasta. Jednak wojsko sprawnie odparło atak, biorąc napastników w zasadzkę w dzielnicy Chaldija, zabijając 45 z nich. Po tym wydarzeniu, armia podejmowała ataki na Stare Miasto. Według Waszyngtońskiego Instytutu Polityki Bliskowschodniej, Syryjskie Arabskie Siły Powietrzne, korzystały ze śmigłowców Mi-8 oraz Mi-17 dostarczanych przez Rosję do dokonywania nalotów w Himsie.

### 2014

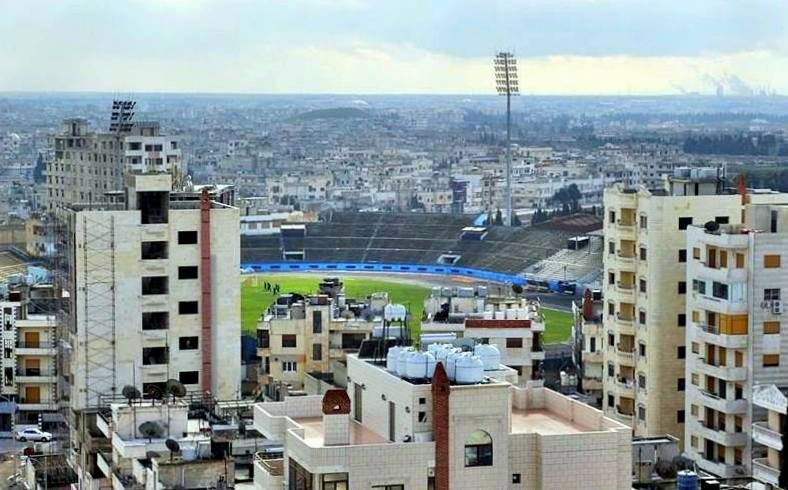
Widok na Hims,.

#### Operacja humanitarna
26 stycznia 2014 władze syryjskie zgodziły się podczas konferencji pokojowej „Genewa 2” aby umożliwić opuszczenie oblężonych dzielnic cywilom, po uprzednim wpisaniu się na specjalną listę, tak by uniknąć ucieczki grup zbrojnych. 6 lutego 2014 władze Himsu zawarły z ONZ porozumienie o natychmiastowej ewakuacji cywilów ze Starego Miasta. Toczyły się również rozmowy nt. dopuszczenia pomocy humanitarnej do miasta. Ewakuacja kobiet i dzieci do 15. roku życia oraz mężczyzn po 55. roku życia rozpoczęła się 7 lutego 2014. 8 lutego 2014 do Hims dotarł transport z pomocą humanitarną, zawierający 50 paczek żywnościowych i 190 pakietów higienicznych oraz leków dla przewlekle chorych osób, podarowany przez Arabski Czerwony Półksiężyc. Konwój uprzednio został osaczony i ostrzelany z moździerzy i karabinów maszynowych.
Do 9 lutego 2014, 611 cywilów (210 kobiet, 180 dzieci, 130 młodych mężczyzn i 91 mężczyzn powyżej 55. roku życia) zostało ewakuowanych z oblężonego Hims. W trakcie akcji ewakuacji, lotnictwo prowadziło bombardowania obrzeżnych dzielnic miasta w których kryli się rebelianci. Do końca lutego 2014, liczba ewakuowanych cywilów osiągnęła liczbę 1400 osób. Na Starym Mieście nadal przebywało 1500 cywilów i rebeliantów, w tym setka rannych, którzy nie zostali wypuszczeni z oblężonej dzielnicy. Kiedy rokowania w Genewie zostały przerwane, rząd Assada zakończył operację humanitarną w Himsie, szykując kolejną ofensywę.

#### Decydująca ofensywa rządowa
Pod koniec marca 2014 rozpoczęła się kolejna ofensywa w dzielnicach kontrolowanych przez rebeliantów. Chodziło tutaj głównie o Al-Wajr, Hamadiję oraz Stare Miasto. 31 marca 2014 lojaliści zajęli siłą dwa bloki w dzielnicy Al-Wajr oraz kilka budynków w regionie Al-Dżazira As-Sab’a. Operacja byłą prowadzona przez ochotnicze Siły Obrony Narodowej.
6 kwietnia 2014 na Starym Mieście rebelianci przygotowywali samochód z podłożoną bombą do detonacji, jednak w wyniku przedwczesnej eksplozji, śmierć poniosło 29 bojowników. Inne raporty mówiły o prawie 50 zabitych i innych przyczynach eksplozji. Miały nimi być zasadzka przygotowana przez wojsko lub atak rakietowy, którego celem było składowisko amunicji, co wywołało potężny wybuch. Po wybuchu na Starym Mieście przebywało według szacunków 500–600 rebeliantów. Pół roku wcześniej było ich tam 2 tysiące. Większość z nich poddała się wobec zbliżającej się porażki. 9 kwietnia 2014 w wyniku wybuchu dwóch samochodów-pułapek zginęło 25 osób.
Atak na Stare Miasto na szerszą skale rozpoczął się 15 kwietnia 2014. Siły Obrony Narodowej weszły do Wadi as-Sajih, leżącej na drodze z Dżurit asz-Szijah do Starego Miasta. Ciężkie ataki artyleryjskie i moździerzowe prowadzono również w dzielnicy Al-Wajr. Armia przełamała również linię obrony rebeliantów w Bab al-Hud.
16 kwietnia 2014 część z rebeliantów broniących Starego Miasta, nałożyło na siebie pasy szahida, deklarując walkę na „śmierć i życie”, w przypadku forsowania linii obrony przez syryjskie wojsko. W pięciu takich atakach samobójczych zginęło łącznie 60 osób. W międzyczasie Syryjska Koalicja Narodowa na rzecz Opozycji i Sił Rewolucyjnych ostrzegała, przed potencjalną „masakrą” w Hims. 18 kwietnia 2014, 14 osób zginęło w wybuchu samochodu-pułapki pod meczetem w dzielnicy kontrolowanej przez siły rządowe. W międzyczasie armia odbiła chrześcijański kościół na Starym Mieście. 19 kwietnia 2014 inicjatywę w walkach przejęli islamiści z Dżabhat an-Nusra, którzy używając samochodu-pułapki zabili w Dżib al-Dżandali pięciu żołnierzy. Dzień później rebelianci w tym samym miejscu zajęli kilka budynków. Dżib al-Dżandali zostało odbite przez lojalistów 22 kwietnia 2014. 29 kwietnia 2014 w alawickiej dzielnicy Zahra doszło do wybuchu samochodu-pułapki w wyniku czego zginęło od 37 do 45 osób, a 80–85 zostało rannych.
2 maja 2014 między stronami walczącymi w mieście osiągnięto zawieszenie broni, dzięki któremu nieco ponad 1000 rebeliantów mogło bezpiecznie ewakuować się ze swoich pozycji. Wojsko zgodziło się na zawieszenie broni, by przyspieszyć likwidację przyczółków bojowników i ogłosić zwycięstwo po trzech latach oblężenia miasta, przed wyborami prezydenckimi zaplanowanymi na 3 czerwca 2014. Umowa przewidywała ewakuację rebeliantów, w zamian za wpuszczenie pomocy humanitarnej do miast w północnej Syrii, będących pod okupacją islamistów. Porozumienie dotyczyło ewakuacji bojowników ze Starego Miasta oraz Al-Wajr, czyli ostatnich dzielnic w których przebywali bojownicy. Ewakuacja rebeliantów rozpoczęła się 7 maja 2014. Za pomocą autobusów wywieziono do Ad-Dar al-Kabira około 980 bojowników. Ostatni bojownicy z terrorystycznego ugrupowania Dżabhat an-Nusra opuścili Hims 9 maja 2014.

## Następstwa
Ewakuowani mieszkańcy i wysiedleńcy mogli wrócić do swoich domów 9 maja 2014 po rozminowaniu ulic przez wojskowych saperów. Gubernator Himsu Talal Barazi utworzył lokalne komitety z zadaniem obserwacji powracających osób i oszacowania szkód. Syryjska prasa podała, że podczas sprzątania w Bab Hod i na Starym Mieście znaleziono prowizoryczne groby, zwęglone ciała, trzy szpitale polowe, tunel i miejsce produkcji pocisków moździerzowych.